# Обена
Обена (фр. Aubenas) — коммуна во французском департаменте Ардеш, округ  Ларжантьер, административный центр кантона Обена.

## Географическое положение
Обена лежит на холме в долине реки Ардеш, с севера и запада к нему примыкают горные цепи Центрального массива. Город находится между Монтелимаром и Ле-Пюи-ан-Веле на одном из древнейших торговых путей между долиной Роны и Овернью. Положение коммуны в центральной части округа ведет к смешению здесь сельского хозяйства и промышленности.

## История
Название Обена происходит от латинского слова alb — корень, но в данном случае означает холм, на котором был построен город и с которого открывается вид на долину Ардеша. Этот холм впервые упоминается в документах V века до н. э..
В Средневековье здесь происходили вооруженные стычки между епископами Ле-Пюи-ан-Веле и Вивье по поводу строительства здесь крепости.
В 1084 году епископы Ле-Пюи-ан-Веле выиграли спор и сделали местность собственностью барона Монлора, чьи владения простирались до западной границы нынешнего округа. Его семья правила до 1441 года. Они построили городскую стену и замок, окружённый рвом, и назвали город Ситэ-де-Монлор.
До XIX века Обена была известна и как безводный город. Воды Ардеша, пересыхающего летом, не хватало, а до источников Севенны был длинный путь.

## Достопримечательности
- Обенский замок был построен в XIV веке и перестроен в XVII—XVIII веках. С донжона открывается прекрасный вид на долину Ардеша. В замке находится городской выставочный зал картин, скульптур и античных каменных гравюр.
- Церковь святого Лаврентия и собор святого Бенедикта.

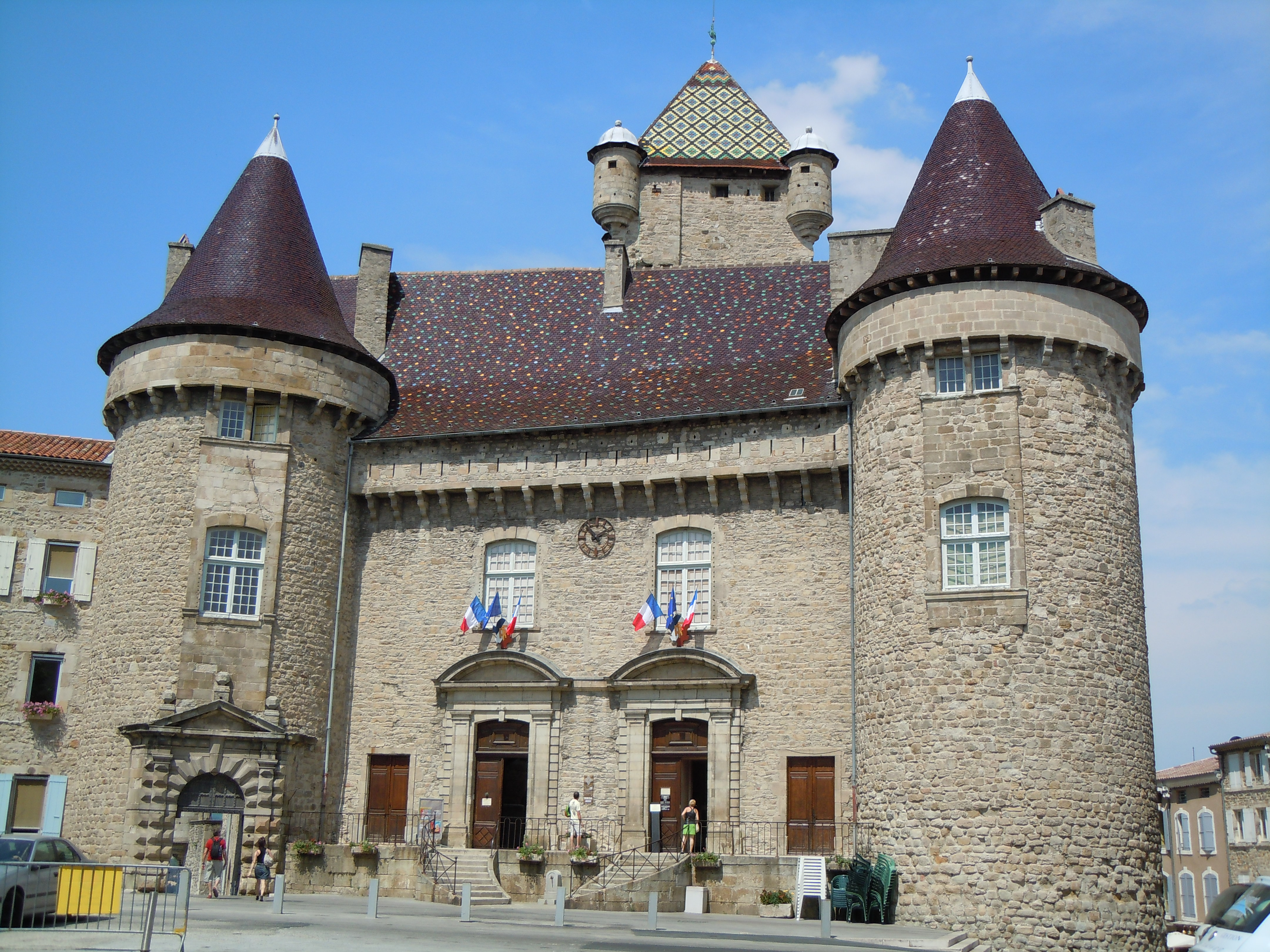
Обенский замок
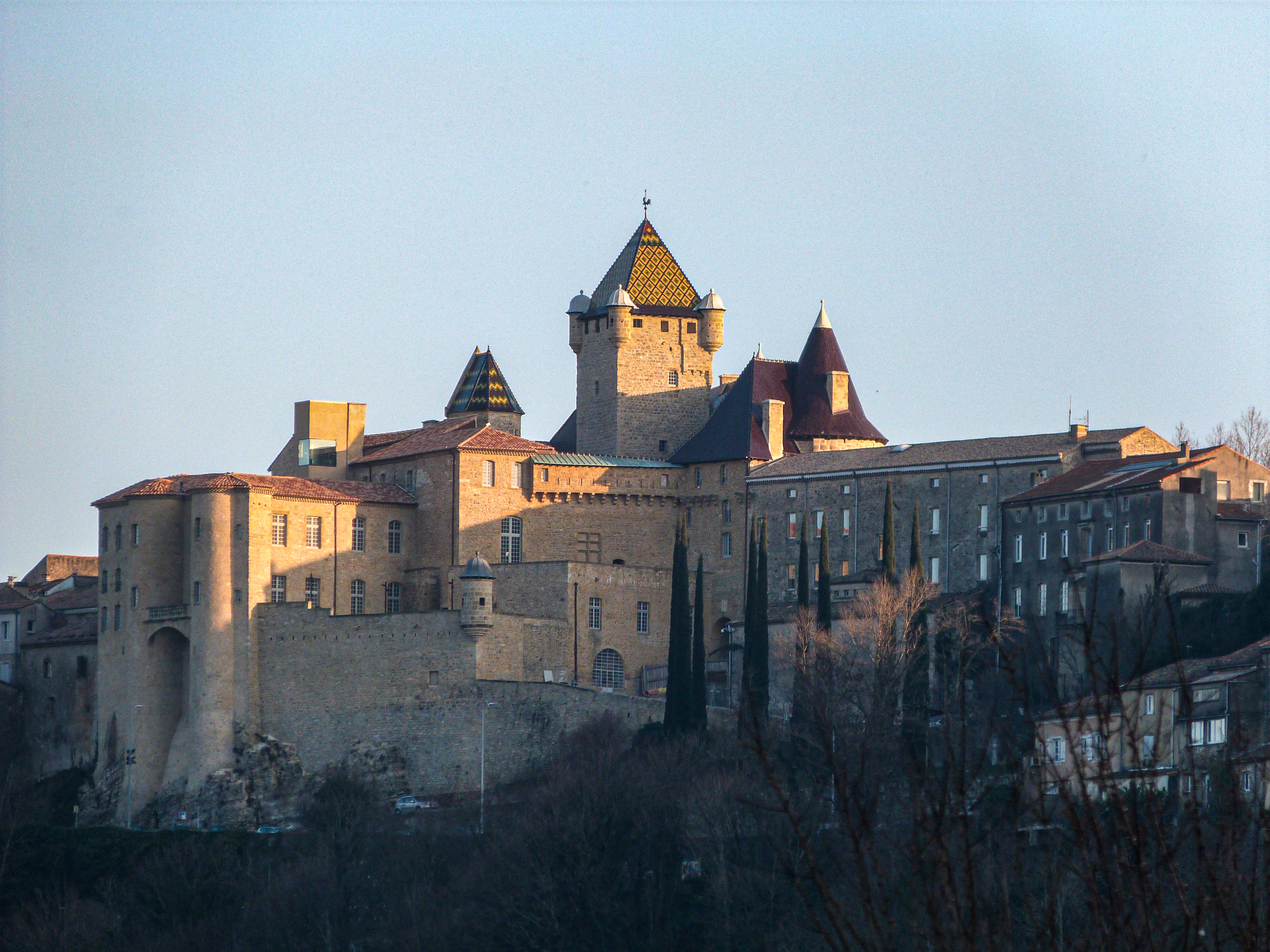
Обенский замок север.
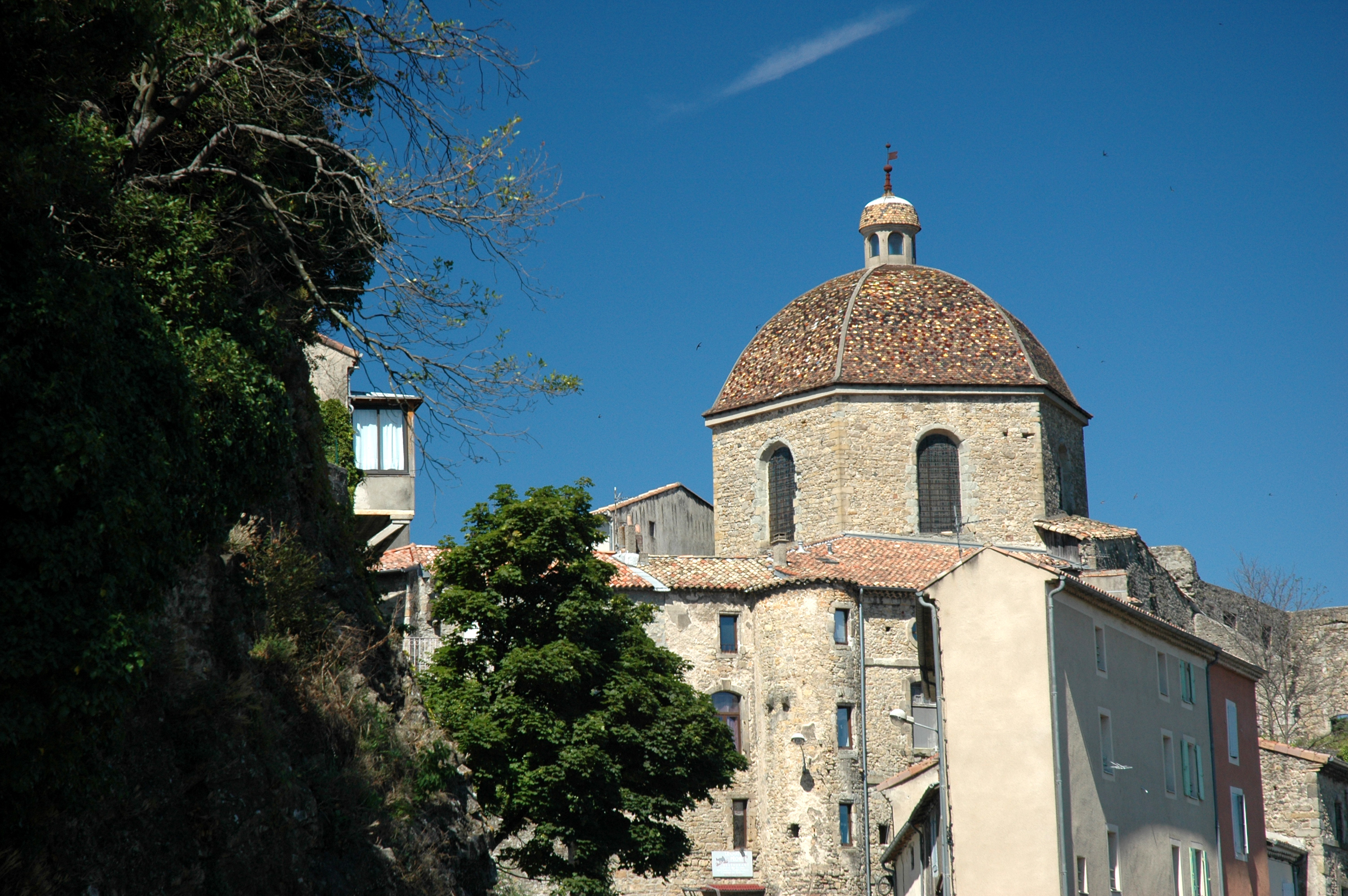
собор святого Бенедикта.
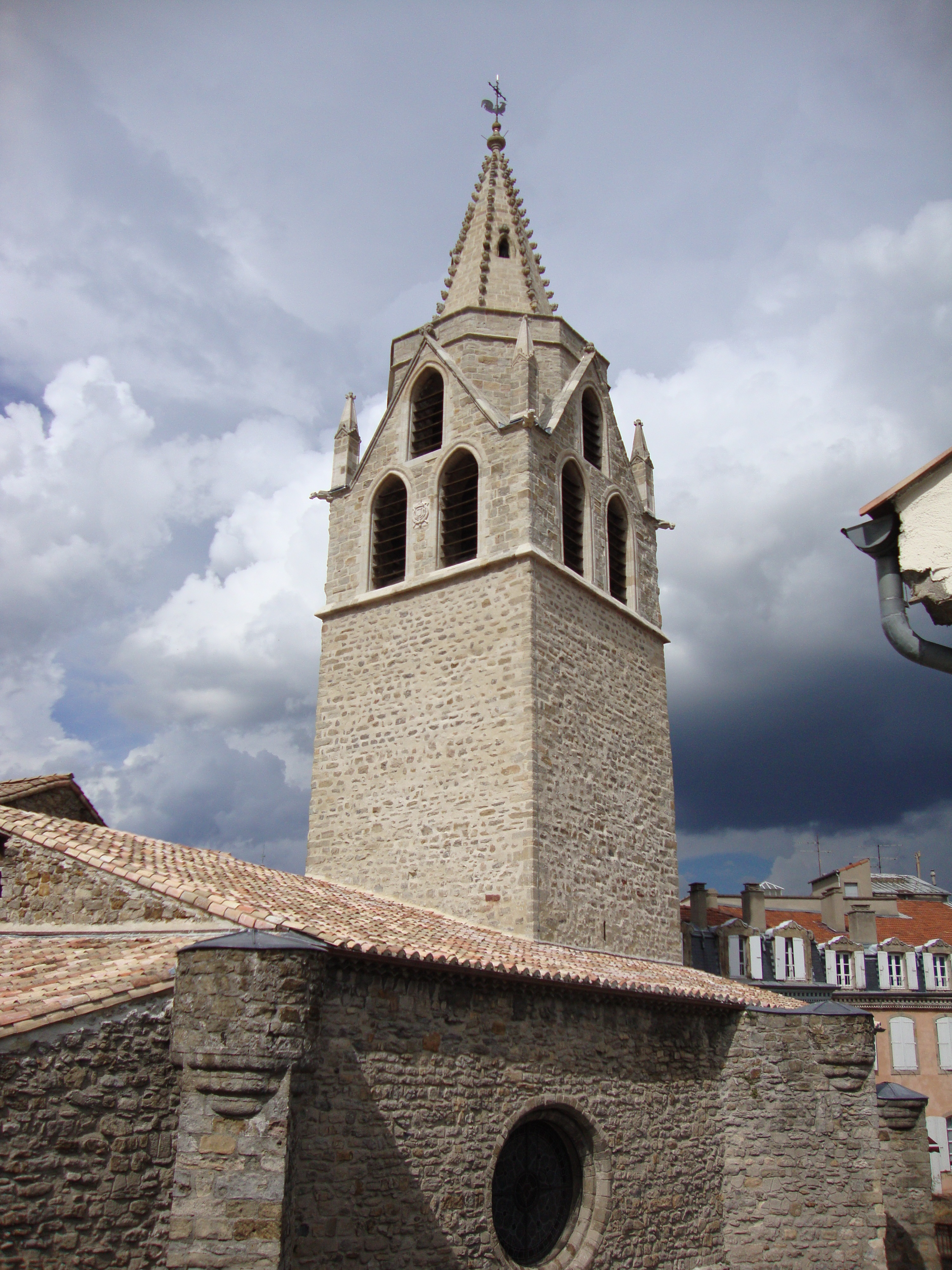
Церковь святого Лаврентия.

## Экономика и промышленность
Сегодня экономика города состоит из доходов от туризма и производства сыра и жареных каштанов. Только небольшая часть населения занята в сельском хозяйстве.
Обена считается входом в Региональный природный парк Мон-д`Ардеш.

## Известные люди, связанные с Обена
- Анри Шарьер (1906—1973) — французский писатель, автор автобиографического романа «Мотылёк».
- Жан-Марк Гунон (род. 1963) — французский автогонщик, пилот Формулы-1.
- Антони Мунье (род. 1987) — французский футболист, полузащитник.
- Амандин Лейно (род. 1986) — французская гандболистка, вратарь, чемпионка Европы.

## Города-побратимы
- Чезенатико, Италия
- Делфзейл, Нидерланды
- Шварценбек, Германия
- Сьерре, Швейцария
- Зельзате, Бельгия